# Suíça italiana

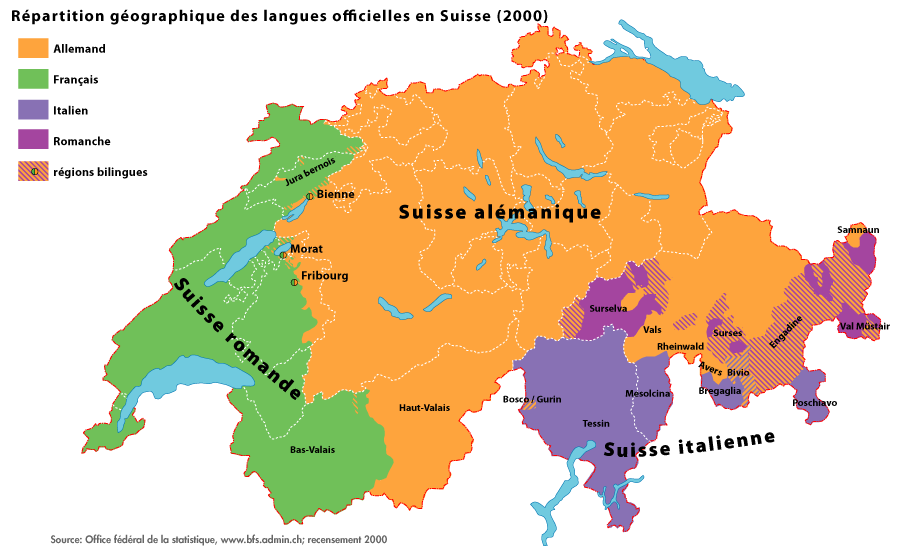
Em roxo, a Suíça italiana

A Suíça italiana (em italiano: Svizzera italiana, alemão: italienische Schweiz e francês: Suisse italienne) é o conjunto de regiões da Suíça que usa o idioma italiano como língua corrente e oficial.
A Suíça italiana compreende o inteiro cantão do Ticino, os vales de Calanca, Mesolcina, Bregaglia e Poschiavo, localizados no Cantão de Grisões. No conjunto dos municípios de língua italiana vivem cerca de 350 mil habitantes.
Em 1996 foi criada a Universidade da Suíça Italiana, com sede em Lugano e Mendrisio. O principal aeroporto situa-se em Agno, embora o Aeroporto Internacional de Milão-Malpensa esteja a poucos quilômetros.
Há várias décadas foi criada a Rádio e Televisão da Suíça Italiana (RTSI), cujo sinal também abrange o norte da Itália. Foi uma das pioneiras na Europa na transmissão em cores.

## Zonas linguísticas
As outras duas zonas linguísticas são: a Suíça alemã, a Suíça romanda e a do Romanche.